# Ardour
Ardour é um DAW livre desenvolvido sob licença GPL. Atualmente é suportado nas plataformas Linux, FreeBSD, Solaris, Mac OS X e Microsoft Windows. Seu primeiro autor foi Paul Davis, também responsável pelo JACK Audio Connection Kit. O objetivo do software Ardour é possibilitar a edição de áudio digital profissional.

## Características
O Ardour suporta áudio digital em taxas de amostra arbitrárias, até o limite da capacidade do hardware, bem como a entrada e saída de diferentes formatos de arquivos. As tecnologias de controle MMC (MIDI Machine Control) e MIDI podem ser usadas para controlar a mixagem tanto manual como automaticamente.
O software Ardour oferece algumas variações notáveis nas funções habituais de edição de áudio. Fades, por exemplo, são aplicados em tempo real à medida que são modificados. Vários modelos diferentes de camadas de região também são suportados. O software permite desfazer/refazer instantaneamente e a facilidade de armazenar versões interessantes ou úteis de uma sessão.
Alguns utilizam o Ardour como um ambiente de masterização de áudio. Sua integração com o JACK torna possível a utilização de ferramentas de masterização como o en:JAMin para processar dados de áudio. O Ardour pode também exportar arquivos TOC e CUE, que permitem a criação de arquivos para CDs.

## Compatibilidade
O Ardour suporta plugins que habilitam vários tipos de efeitos de áudio, com controles dinâmicos. Ardour suporta o plugin LADSPA, Steinberg's VST e plugins padrão com o software Wine.
Como o Ardour é uma aplicação livre e open source, qualquer um pode ler seu código fonte. Isto permitiu que a primeiro porte do Ardour para Mac OS X fosse desenvolvido por alguém não envolvido com o projeto do Ardour. O Ardour tenta aderir as indústrias padrão para maximizar sua funcionalidade e fácil portabilidade.[carece de fontes?]

## Colaboração de empresas
- Harrison contribuiu com reparo de bugs, e realizou demonstrações face-a-face do Ardour a engenheiros líderes de som e estúdios cinematográficos.
- en:SAE Institute está provendo suporte corporativo ao Ardour. O objetivo desta iniciativa é proporcionar uma experiência mais integrada no Mac OS X e o desenvolvimento de uma versão adaptada para alunos iniciantes.[2]
- en:Solid State Logic empregou Paul Davis para trabalhar em tempo integral no Ardour durante o desenvolvimento da versão 2. Este suporte durou até o final de 2006.[3]